# آنتونیو گامون
آنتونیو گامون (انگلیسی: Antonio Gammone؛ زادهٔ ۳۱ ژانویهٔ ۱۹۹۳) بازیکن فوتبال اهل ایتالیا است.
از باشگاه‌هایی که در آن بازی کرده‌است می‌توان به ماترا کالچو، باشگاه فوتبال کومو، باشگاه فوتبال یووه استابیا، و باشگاه فوتبال باری اشاره کرد.
وی همچنین در تیم‌های ملی فوتبال زیر ۱۷ سال ایتالیا و زیر ۱۸ سال ایتالیا بازی کرده‌است.